# Kasteel Herrenhausen
Schloss Herrenhausen is een kasteel en een daaromheen gelegen stadswijk ten noordwesten van het centrum van Hannover.
De Herrenhäuser Gärten ('tuinen van Herrenhausen') in Hannover bestaan uit vier aanpalende maar afzonderlijk tuinen: Großer Garten, Berggarten, Georgengarten en Welfengarten.
De Große Garten (grote tuin) in Herrenhausen is een van de belangrijkste baroktuinen in Europa. Deze vormt het historisch centrum van het tuincomplex; een grote, ongeveer rechthoekige en door een gracht omgeven tuin. Aan de noordzijde stond het 17e-eeuwse, in de 18e eeuw nog uitgebreide, barokkasteel Schloss Herrenhausen dat bij bombardementen op 18 oktober 1943 vernield werd. Het kasteel is met middelen van de Volkswagenstichting herbouwd. De eerste steen werd gelegd op 6 juni 2011, de opening werd gevierd op 18 januari 2013.
In 2006 werd in de nabijgelegen Berggarten ook het Sea Life-aquarium geopend.
Het herbouwde kasteel doet hoofdzakelijk dienst als (wetenschappelijk) congrescentrum. Op de eerste etage is een grootse banketzaal aanwezig, waar zo nu en dan de Duitse regering belangrijke gasten ontvangt. Een gedeelte van het gebouw huisvest een dependance van het Historische Museum van Hannover. De bijbehorende wetenschappelijke bibliotheek met de naam Königliche Gartenbibliothek Herrenhausen is van groot belang voor wie de geschiedenis van de plantkunde en de tuinaanleg, met name over de periode 1650-1918, wil bestuderen.

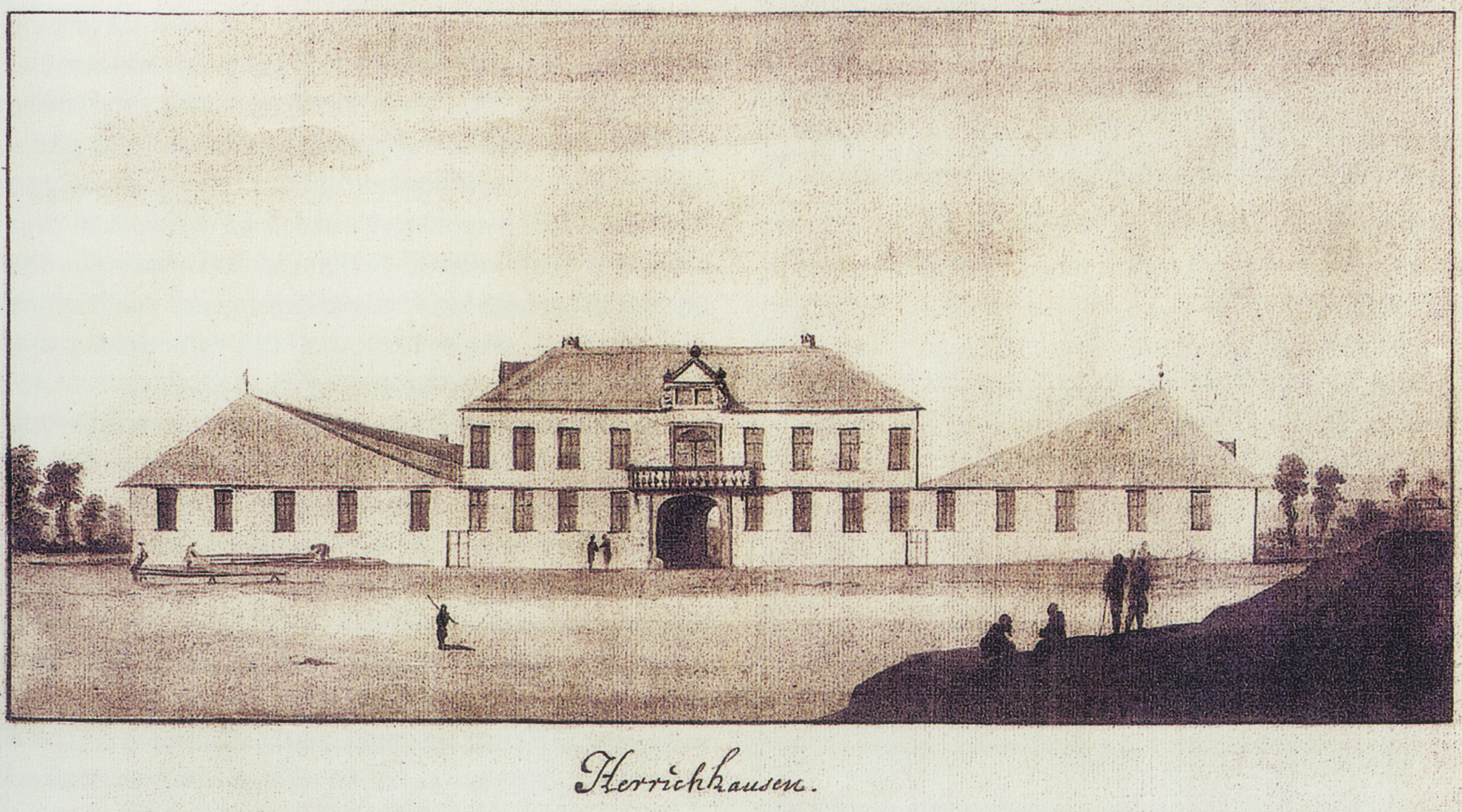
Kasteel Herrenhausen, rond 1670
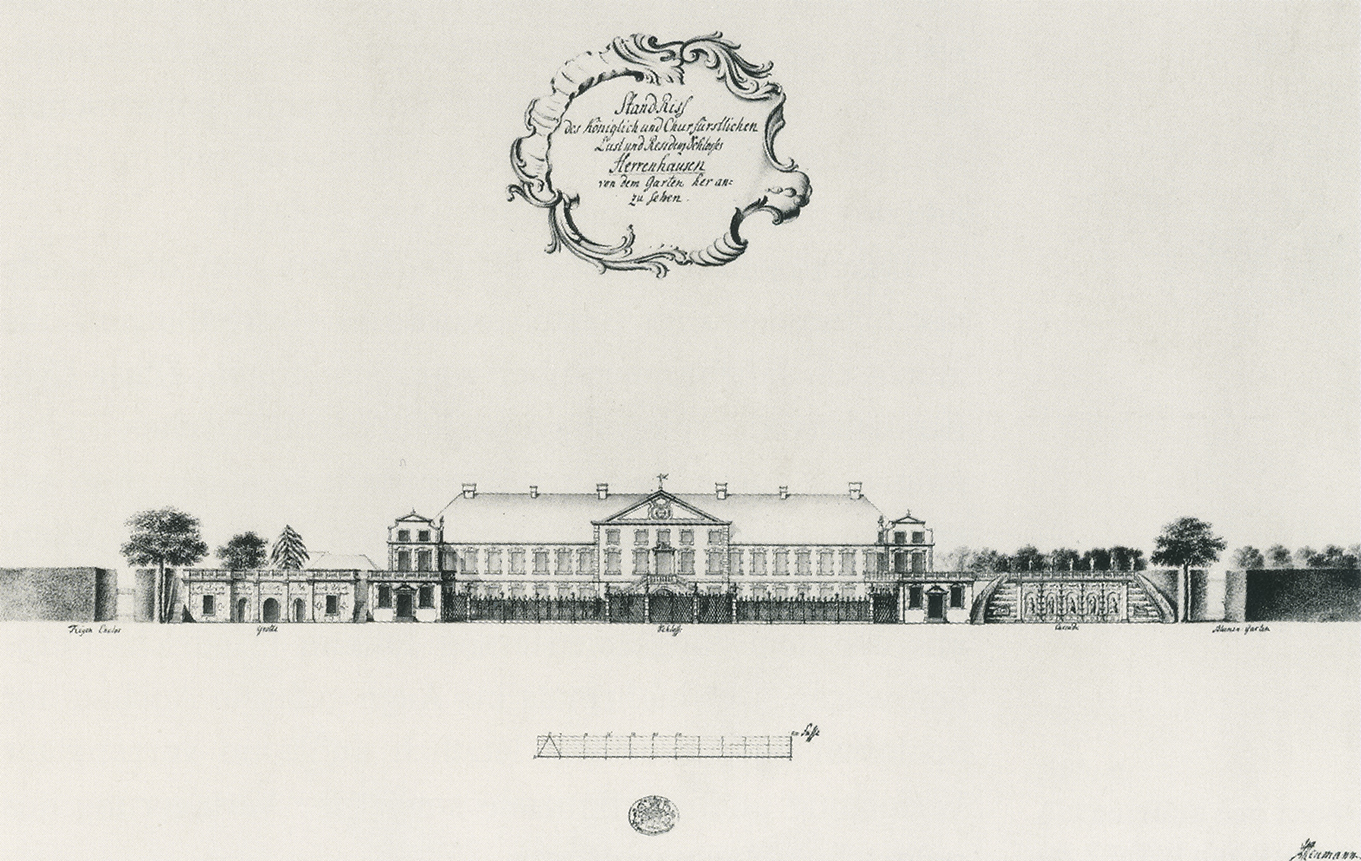
Idem in 1725
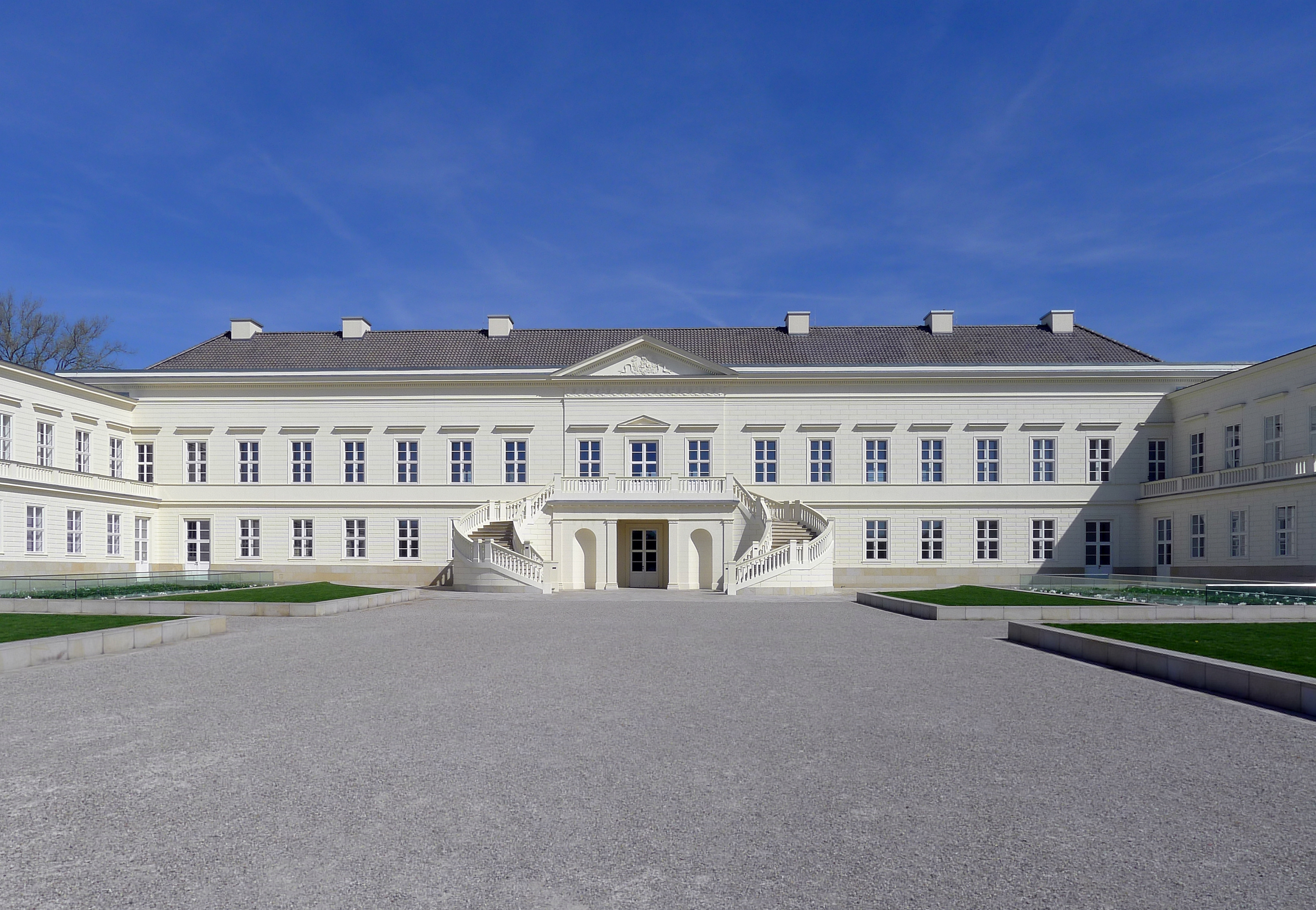
Het herbouwde kasteel, gezien vanaf de kant van de tuinen
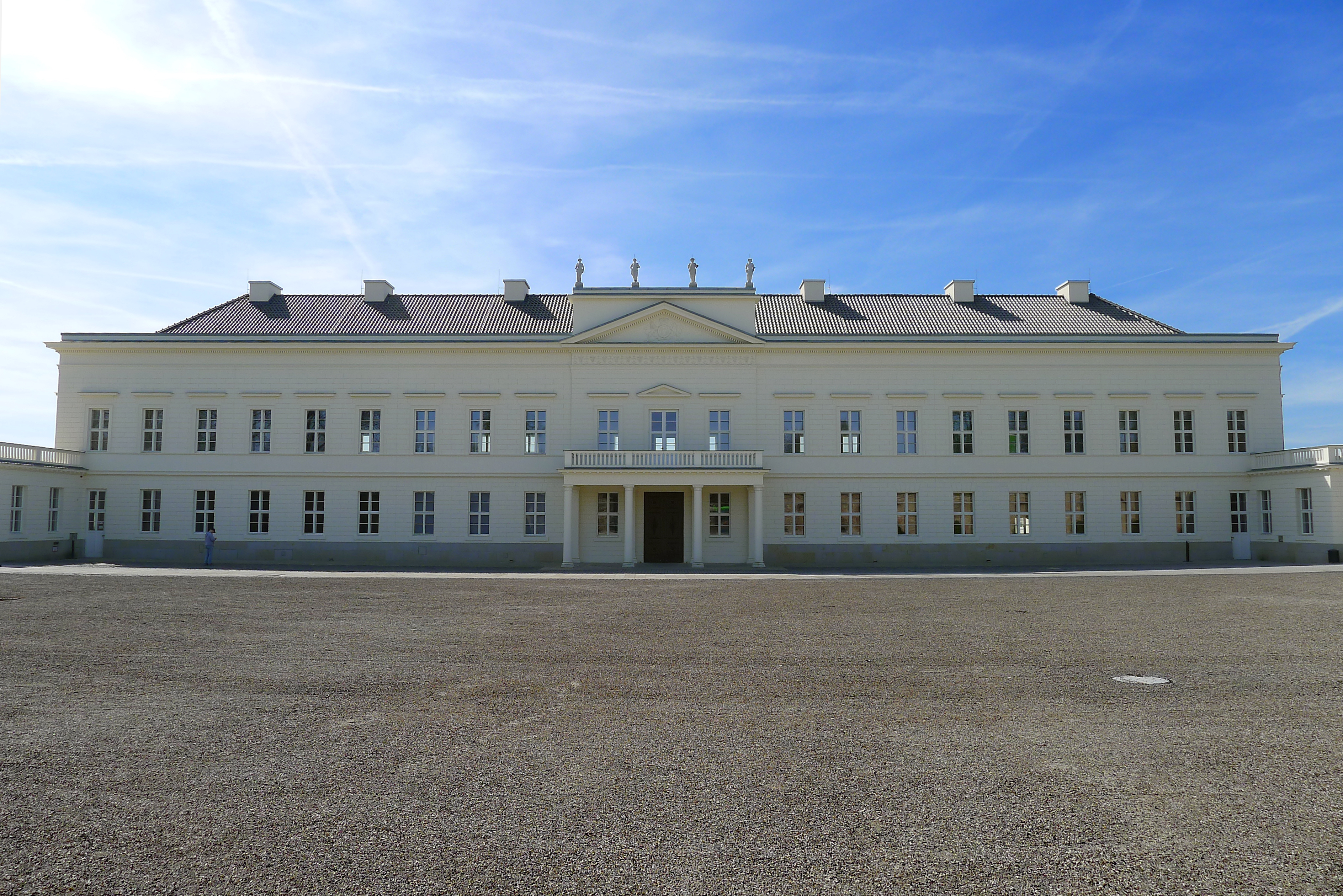
Het herbouwde kasteel, gezien vanaf de kant van de zgn. Ehrenhof
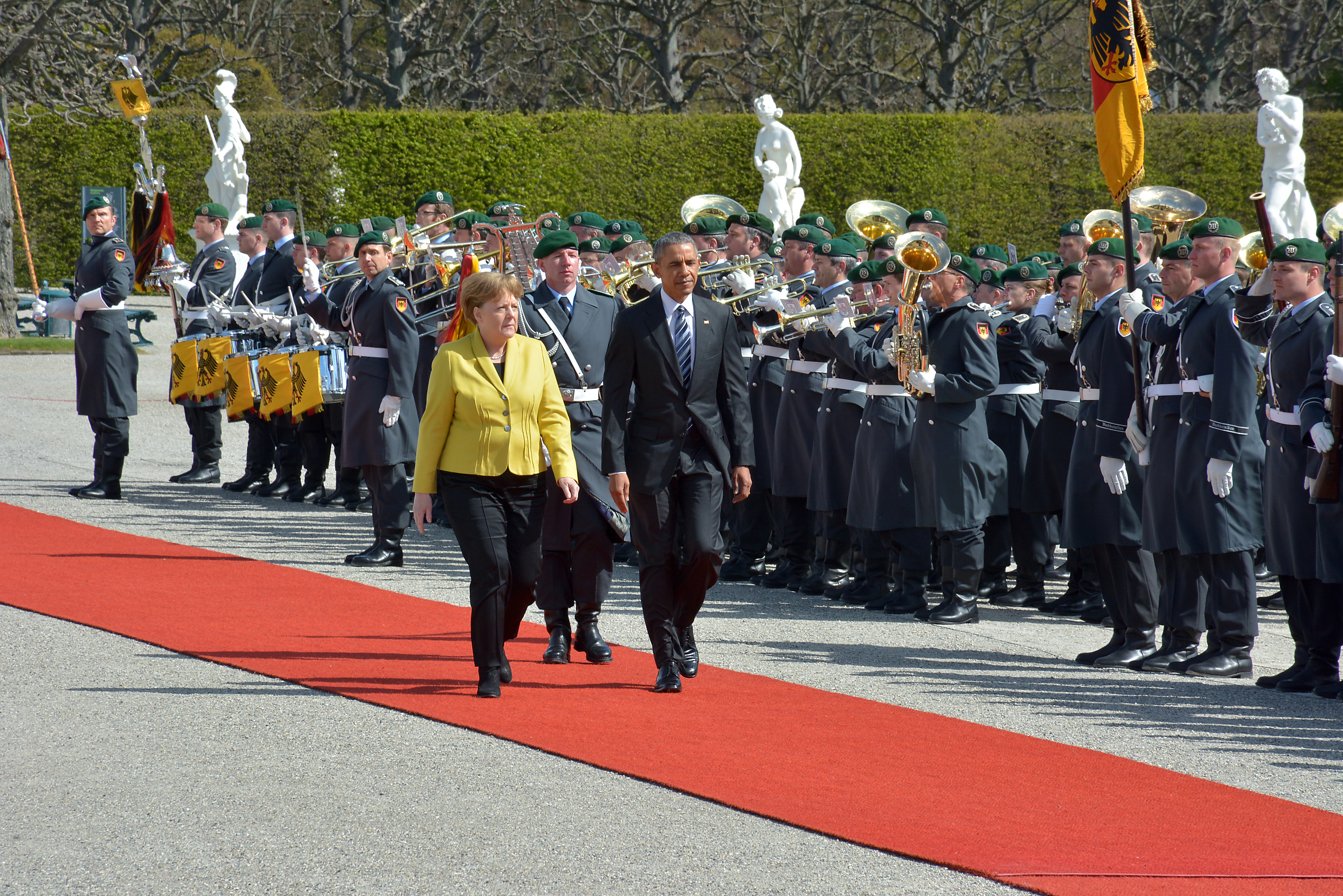
Bondskanselier Angela Merkel ontvangt president Barack Obama van de Verenigde Staten met militaire eer voor het kasteel (2016)

## Stadswijk Herrenhausen
Deze ligt in het zuidoosten van het stadsdistrict Herrenhausen-Stöcken, en telt circa 8.100 inwoners. Naast het kasteel en de tuinen zijn hier vermeldenswaard:
- enige gebouwen van de Universiteit van Hannover, met name de faculteitsgebouwen voor Architectuur en Landschap en voor Natuurwetenschappen.
- het nationaal hoofdkantoor van de Evangelische Kerk in Duitsland
- de grootste rioolwaterzuiveringsinstallatie van de stad
- een grote bierbrouwerij